# 加藤尚武
加藤 尚武（かとう ひさたけ、1937年5月18日 - ）は、日本の哲学者、倫理学者。京都大学名誉教授。公立鳥取環境大学名誉学長（初代学長）。人間総合科学大学特任教授。元東京大学特任教授。
ヘーゲル研究者であるが、シェリングなどドイツ観念論全般についての著述もある。1979年哲学奨励山崎賞受賞。
1980年代にバイオエシックス（生命倫理学）を日本に導入した。また近年は環境倫理についても積極的に発言を行っている。
環境倫理学と生命倫理学の分野をリード。脳死、原発など現代を鋭敏に捉える。著書に『ヘーゲルの「法」哲学』(1993年)、『新・環境倫理学のすすめ』(2005年)など。

## 略歴
東京出身
- 1953年 江戸川区立小松川第一中学校卒業
- 1956年 東京都立両国高等学校卒業
- 1963年 東京大学文学部哲学科卒業
- 1968年 東京大学大学院文学研究科哲学専攻博士課程中退

### 職歴
- 1968年 東京大学文学部助手
- 1969年 山形大学教養部講師
- 1970年 山形大学教養部助教授
- 1972年 東北大学文学部助教授
- 1982年 千葉大学文学部教授
- 1994年 京都大学文学部教授
- 1996年 京都大学大学院文学研究科教授
- 2001年
  - 3月 京大定年退官
  - 4月 鳥取環境大学学長
- 2007年6月-2008年3月 東京大学大学院医学系研究科生命・医療倫理人材養成ユニット特任教授
- 2011年 人間総合科学大学教授
- 2013年 人間総合科学大学特任教授

### 栄典
- 2000年 紫綬褒章受章
- 2012年秋 瑞宝中綬章叙勲[1]

#### 学外における役職
- 日本哲学会会長（1999年 - 2003年）

## エピソード
東大在学中は共産主義者同盟（ブント）に加盟。教養学部自治会委員長選挙の際、加藤は西部邁らブントの構成員と投票用紙を偽造してすり替え、共産党員の候補を落選させる。

## 著書

### 単著
- 『ヘーゲル哲学の形成と原理 - 理念的なものと経験的なものの交差』（未來社） 1980
- 『ジョーク哲学史』（河出書房新社） 1983、のち河出文庫 1988
- 『バイオエシックスとは何か』（未來社） 1986
- 『21世紀への知的戦略 - 情報・技術・生命と倫理』（筑摩書房） 1987
- 『ジョークの哲学』（講談社現代新書） 1987
- 『人間通になるためのことわざ学入門』（PHP研究所） 1988
- 『世紀末の思想 豊かさを求める正当性とは何か』（PHP研究所） 1990
- 『形の哲学 - 見ることのテマトロジー』（中央公論社） 1991、のち改題文庫化『「かたち」の哲学』（岩波現代文庫） 2008
- 『環境倫理学のすすめ』（丸善ライブラリー） 1991年、のち増補新版（丸善出版） 2020
- 『哲学の使命 - ヘーゲル哲学の精神と世界』（未來社） 1992
- 『ヘーゲルの「法」哲学』（青土社） 1993
- 『進歩の思想・成熟の思想 - 21世紀前夜の哲学とは』（PHP研究所） 1993、のち講談社学術文庫 1997
- 『21世紀のエチカ - 応用倫理学のすすめ』（未來社） 1993
- 『倫理学の基礎』（放送大学教材） 1993
- 『応用倫理学のすすめ』（丸善ライブラリー） 1994
- 『現代を読み解く倫理学 応用倫理学のすすめ 2』（丸善ライブラリー） 1996
- 『倫理学で歴史を読む - 21世紀が人類に問いかけるもの』（清流出版） 1996
- 『技術と人間の倫理』（日本放送出版協会、NHKライブラリー） 1996
- 『現代倫理学入門』（講談社学術文庫） 1997
- 『20世紀の思想 - マルクスからデリダへ』（PHP新書） 1997
- 『脳死・クローン・遺伝子治療 - バイオエシックスの練習問題』（PHP新書） 1999
- 『子育ての倫理学 - 少年犯罪の深層から考える』（丸善ライブラリー） 2000
- 『応用倫理学入門 - 正しい合意形成の仕方』（晃洋書房） 2001
- 『価値観と科学 / 技術』（岩波書店） 2001
- 『先端技術と人間 - 21世紀の生命・情報・環境』（日本放送出版協会、NHKライブラリー） 2001
- 『見えてきた近未来 / 哲学 - 私の最終講義』（ナカニシヤ出版） 2002
- 『合意形成とルールの倫理学 応用倫理学のすすめ 3』（丸善ライブラリー） 2002
- 『戦争倫理学』（筑摩書房、ちくま新書） 2003
- 『新・環境倫理学のすすめ』（丸善ライブラリー） 2005、のち増補新版（丸善出版） 2020
- 『教育の倫理学』（丸善、現代社会の倫理を考える7） 2006
- 『現代人の倫理学』（丸善、現代社会の倫理を考える10） 2006
- 『資源クライシス だれがその持続可能性を維持するのか?』（丸善） 2008
- 『合意形成の倫理学』（丸善、現代社会の倫理を考える16） 2009
- 『哲学原理の転換 - 白紙論から自然的アプリオリ論へ』（未来社） 2012
- 『死を迎える心構え』（PHP研究所） 2016

### 著作集
- 「加藤尚武著作集」全15巻（未來社） 2017 - 2020

1. 『ヘーゲル哲学のなりたち』
2. 『ヘーゲルの思考法』
3. 『ヘーゲルの社会哲学』
4. 『よみがえるヘーゲル哲学』
5. 『ヘーゲル哲学の隠れた位相』
6. 『倫理学の基礎』
7. 『環境倫理学』
8. 『世代間倫理』
9. 『生命倫理学』
10. 『技術論』
11. 『経済行動の倫理学』
12. 『哲学史』
13. 『形と美』
14. 『平和論』
15. 『応用倫理学』

### 共著
- 『トポスとしての家 - 回答せよ昭和』（加藤尚文、三一書房） 1986
- 「ヘーゲルの屋台骨にヴィトゲンシュタインの扉をつける」（工作舎、『形而上学の可能性を求めて - 山本信の哲学』） 2012

### 編著
- 『ヘーゲル「精神現象学」入門』（有斐閣） 1983、新版 1996、のち講談社学術文庫 2012
- 『環境と倫理 - 自然と人間の共生を求めて』（有斐閣） 1998、新版 2005
- 『ヘーゲル哲学への新視角』（創文社） 1999
- 『ヘーゲルを学ぶ人のために』（世界思想社） 2001
- 『図解スーパーゼミナール 環境学』（東洋経済新報社） 2001
- 『人間と地球の未来を考えるための30のヒント』（丸善） 2001
- 『共生のリテラシー - 環境の哲学と倫理』（東北大学出版会） 2001
- 『地球環境時代のIT読本 - よくわかる情報技術のしくみと原理』（丸善） 2002
- 『他者を負わされた自我知 - 近代日本における倫理意識の軌跡』（晃洋書房） 2003
- 『ハイデガーの技術論』（理想社） 2003
- 『環境再生・共生を考えるための31のヒント』（丸善） 2004

### 共編著
- 『バイオエシックスの基礎 - 欧米の「生命倫理」論』（飯田亘之、東海大学出版会） 1988
- 『ヘーゲル哲学の現在』（安井邦夫, 中岡成文、世界思想社） 1988
- 『命題コレクション 哲学』（坂部恵、筑摩書房） 1990、のちちくま学芸文庫 2008
- 『ヘーゲル事典』（久保陽一, 幸津国生, 高山守、弘文堂） 1992、新版 2014
- 『現代世界と倫理』（松山壽一、晃洋書房） 1996
- 『生命倫理学を学ぶ人のために』（加茂直樹、世界思想社） 1998
- 『科学技術のゆくえ』（松山壽一、ミネルヴァ書房、叢書転換期のフィロソフィー3） 1999
- 『ヘーゲルの国家論』（滝口清栄、理想社） 2006
- 『徳倫理学基本論文集』（児玉聡、勁草書房） 2015

## 翻訳
- 『弁証法の本質と諸形態』（ローベルト・ハイス、未來社） 1970
- 『認識の分析』（エルンスト・マッハ、廣松渉共編訳、法政大学出版局、りぶらりあ選書） 1971
- 『ヘーゲル - その偉大さと限界』（フェッチャー、理想社） 1978
- 『弁証法と科学』（リュディガー・ブプナー、未來社） 1983
- 『現代哲学の戦略』（リュディガー・ブプナー、勁草書房） 1986
- 『グランドセオリーの復権 - 現代の人間科学』（クェンティン・スキナー編、産業図書） 1988
- 『バイオエシックスの基礎づけ』（H・T・エンゲルハート、朝日出版社） 1989
- 『倫理学 - 道徳を創造する』（J・L・マッキー、晢書房） 1990
- 『懐疑主義と哲学との関係』（G・W・F・ヘーゲル、未來社） 1991
- 『未来世界の倫理 - 遺伝子工学とブレイン・コントロール』（ジョナサン・グラバー、産業図書） 1996
- 『自然哲学』上・下（G・W・F・ヘーゲル、岩波書店、ヘーゲル全集 第2巻a - b） 1998 - 1999
- 『愛と正義の構造 - 倫理の人間学的基盤』（ミリャード・シューメーカー、晃洋書房） 2001
- 『ヘーゲル・セレクション』（G・W・F・ヘーゲル、廣松渉[3]共編訳、平凡社ライブラリー） 2017